# 嵐山町
嵐山町（らんざんまち）は、埼玉県の中部に位置し、比企郡に属する町。

## 概要

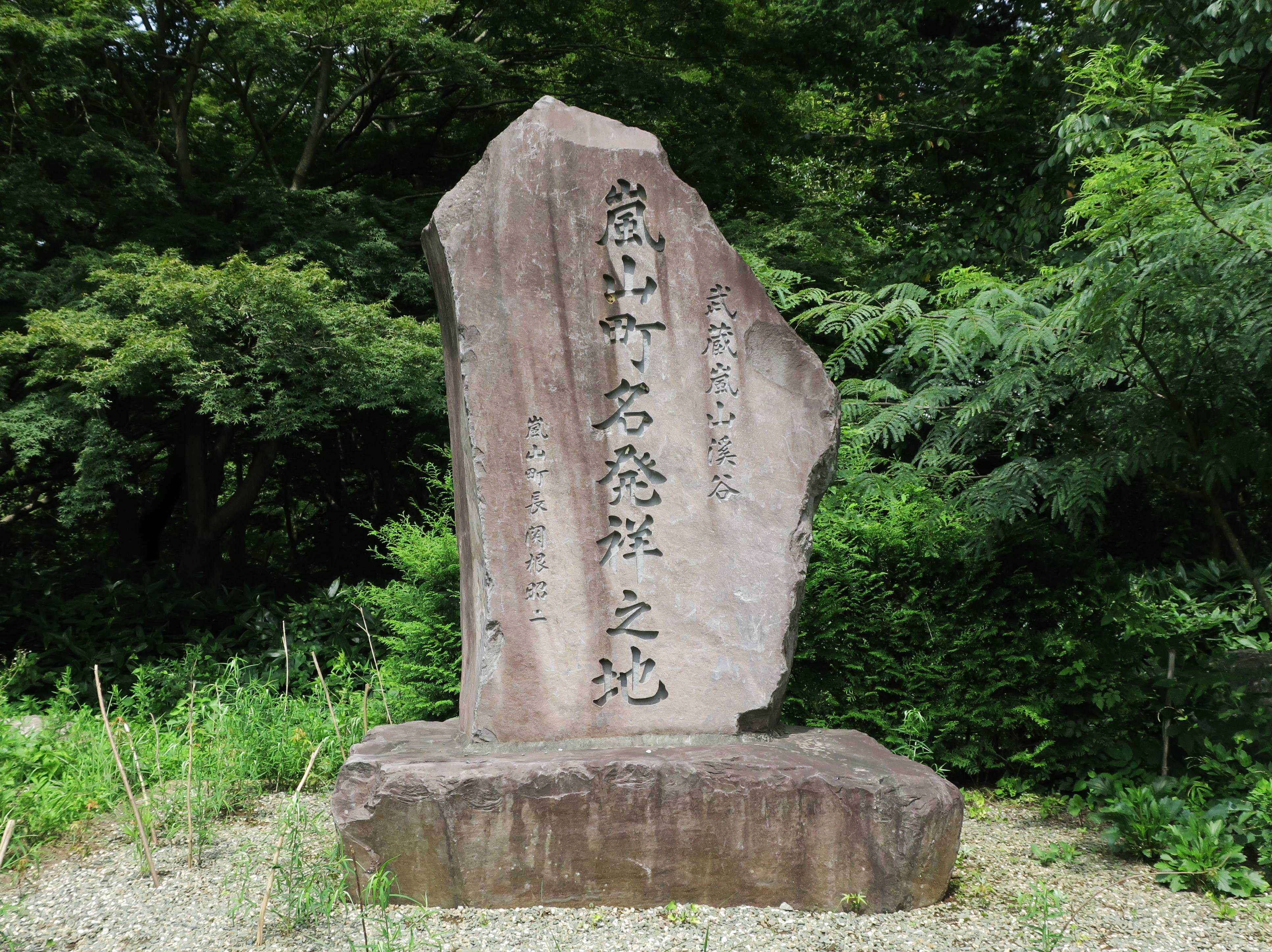
「嵐山町名発祥之地」の碑（嵐山渓谷）

人口は約1万8千人。「武蔵の小京都」と称され、全国京都会議に加盟している。
日本の国蝶オオムラサキが生息する地としても有名である。
京都嵐山の風景に似ていたことから本多静六により命名された。なお、京都の嵐山は訓読みの「あらしやま」であるのに対し、当町は音読みの「らんざん」である。

## 地理

### 位置
町の中央部と北部には東松山台地が広がる。北東部は比企北丘陵の西端部に位置し、南部は岩殿丘陵の北端に位置する。
西部は外秩父山地の外縁となっており、南北に八王子構造線が貫いている。

### 地形

#### 山岳
主な峠
- 笛吹峠

主な丘
- 岩殿丘陵
- 比企丘陵

#### 河川
主な川
- 都幾川
- 嵐山渓谷

### 人口
| |                                        |  |
| 嵐山町と全国の年齢別人口分布（2005年） | 嵐山町の年齢・男女別人口分布（2005年） |  |
| ■紫色 ― 嵐山町 ■緑色 ― 日本全国 | ■青色 ― 男性 ■赤色 ― 女性              |  |
| 嵐山町（に相当する地域）の人口の推移 \| 1970年（昭和45年） \| 10,465人 \| \| \| 1975年（昭和50年） \| 14,216人 \| \| \| 1980年（昭和55年） \| 16,080人 \| \| \| 1985年（昭和60年） \| 17,204人 \| \| \| 1990年（平成2年） \| 18,265人 \| \| \| 1995年（平成7年） \| 19,706人 \| \| \| 2000年（平成12年） \| 19,816人 \| \| \| 2005年（平成17年） \| 19,479人 \| \| \| 2010年（平成22年） \| 18,885人 \| \| \| 2015年（平成27年） \| 18,341人 \| \| \| 2020年（令和2年） \| 17,889人 \| \| |                                        |  |
| 総務省統計局 国勢調査より |                                        |  |
| 1970年（昭和45年） | 10,465人                               |  |
| 1975年（昭和50年） | 14,216人                               |  |
| 1980年（昭和55年） | 16,080人                               |  |
| 1985年（昭和60年） | 17,204人                               |  |
| 1990年（平成2年） | 18,265人                               |  |
| 1995年（平成7年） | 19,706人                               |  |
| 2000年（平成12年） | 19,816人                               |  |
| 2005年（平成17年） | 19,479人                               |  |
| 2010年（平成22年） | 18,885人                               |  |
| 2015年（平成27年） | 18,341人                               |  |
| 2020年（令和2年） | 17,889人                               |  |

隣町の滑川町は東武東上線新駅設置など、比較的大規模な開発を行っていて増加傾向にある。そのため人口の奪い合いがあるものと思われる。

### 隣接自治体
埼玉県
- 東松山市
- 深谷市
- 熊谷市
- 比企郡：滑川町、小川町、ときがわ町、鳩山町
- 大里郡：寄居町

## 歴史

### 中世
平安時代末期の武将源義仲や畠山重忠ゆかりの地となる。

### 近世
江戸時代
江戸時代には江戸と上州を結ぶ川越児玉往還（川越道）の菅谷宿として栄えた。

### 近代
明治時代
- 1889年（明治22年）4月1日 - 町村制施行に伴い、比企郡菅谷村（すがやむら）が成立。

### 近現代
昭和時代（戦前）
1928年（昭和3年）頃には、現在の嵐山渓谷周辺が本多静六により武蔵嵐山と命名され評判になり、多数の観光客が訪れる。
昭和時代（戦後）
- 1955年（昭和30年）4月15日 - 比企郡七郷村と新設合併し、改めて菅谷村が発足。
- 1967年（昭和42年）4月15日 - 嵐山村と改称、即日町制施行し嵐山町となる。

### 現代
平成時代
- 1992年（平成4年）4月1日 - 防災行政無線運用開始。
- 2011年（平成23年）5月11日 - 防災行政無線放送等変更。

### 自治体の変遷
平成大合併
- 比企地区8市町村合併
  - 2003年（平成15年）3月3日 - 比企地区任意合併協議会設置（東松山市・比企郡滑川町・比企郡嵐山町・比企郡小川町・比企郡都幾川村・比企郡玉川村・比企郡吉見町・秩父郡東秩父村）。
  - 2003年4月1日 - 協議会事務局設置（東松山市役所内）。
  - 2003年5月21日 - 第4回協議会において、比企地区任意合併協議会解散を決定。
- 比企地区6町村合併
  - 2003年7月 - 比企郡滑川町・比企郡嵐山町・比企郡小川町・比企郡都幾川村・比企郡玉川村・秩父郡東秩父村の6町村は、合併研究会を設置。
  - 2003年12月 - 比企郡滑川町・比企郡嵐山町・比企郡小川町・比企郡都幾川村・比企郡玉川村・秩父郡東秩父村の6町村は、比企地域3町3村合併協議会を設置。
  - 2004年7月 - 比企郡滑川町で合併の枠組みを問う住民投票を行った結果、東松山市・比企郡吉見町を含む8市町村で合併が過半数を占めたために、比企郡滑川町は比企地域3町3村合併協議会から離脱。
  - 2004年8月 - 比企地域3町3村合併協議会が解散。

## 政治

### 行政

#### 町長
- 町長：佐久間 孝光（2020年9月9日 - ）

歴代首長
- 岩澤勝（2004年9月9日 - 2020年9月8日）

#### 広域行政
一部事務組合
- 比企広域市町村圏組合：東松山市、滑川町、小川町、ときがわ町、川島町、吉見町、東秩父村とともに、障害程度区分審査会、介護認定審査会、東松山斎場、比企広域消防本部の運営事務を行なっている。（尚、川島町の消防については川越地区消防組合で運営している。)
- 小川地区衛生組合：小川町、滑川町、ときがわ町、東秩父村とともに、ごみ処理（収集運搬を除く）とし尿処理を行なっている。

過去に設置されていた一部事務組合
- 埼玉中部資源循環組合：東松山市、桶川市、比企郡の6町（滑川町、当町、小川町、ときがわ町、鳩山町、吉見町、川島町（川島町は平成27年12月1日に加入））及び秩父郡東秩父村により平成27年4月1日に設立。可燃ごみ及び粗大ごみの新施設を建設する計画を立てていた。しかし、処理施設の付帯設備（温浴施設等）の建設及び建設後の管理費用負担について協議が纏まらなかったことなどもあり、計画が頓挫し、令和2年3月31日をもって組合は解散した。[3]

### 立法

#### 町議会
- 嵐山町議会

#### 国会
衆議院
- 埼玉県第10区

## 出先機関・施設

### 国家機関
- 国立女性教育会館

### 県政機関
- 埼玉県立嵐山史跡の博物館（旧埼玉県立歴史資料館）

### 施設

#### 警察
- 埼玉県小川警察署（小川町）

交番
- 武蔵嵐山駅前交番（むさし台二丁目17番2号）

駐在所
- 七郷駐在所（大字越畑783番地5）
- 鎌形駐在所（大字鎌形1303番地6）

#### 消防
消防署
- 小川消防署嵐山分署

#### 郵便局
郵便番号は町内全域が「355-02xx」（嵐山郵便局が集配を担当）である。
主な郵便局
- 嵐山郵便局
  - 嵐山志賀郵便局
  - 七郷簡易郵便局

#### 図書館
- 嵐山町立知識の森図書館 - 比企広域市町村圏域内公共図書館の相互利用協定により、東松山市、比企郡滑川町、比企郡小川町、比企郡ときがわ町、比企郡川島町、比企郡吉見町、比企郡鳩山町、秩父郡東秩父村に在住または通学通勤している者なら利用可能。

#### 交流施設
- ふれあい交流センター
- 北部交流センター
- 南部交流センター

#### 娯楽施設
- 嵐山渓谷バーベキュー場

#### 運動施設
- 嵐山カントリークラブ

## 対外関係

### 姉妹都市・提携都市

#### 国内
その他
- 小京都
｢武蔵の小京都｣として全国京都会議に加盟している。武蔵嵐山の風景が京都の嵐山の風景に似ている。

## 経済

### 第二次産業

#### 工業
- 嵐山花見台工業団地（凸版印刷、松屋フーズなどの工場がある）
- 明星食品 埼玉工場（同社の子会社の東日本明星が運営する工場）

### 第三次産業

#### 商業
店舗はいずれも町中央部の国道254号線嵐山バイパス沿いか、武蔵嵐山駅北側の県道69号線沿い及びその二本の道路（セイジョー嵐山店～ヤオコー嵐山バイパス店）を繋ぐ市道沿いに集中しており（ロードサイド店舗）、北部または南部にはほとんど商業施設はない（自然が残されている）。駅南口周辺は以前は中心部であったが衰退傾向、北口周辺は2000年代中頃までは北口自体が存在しなかったこともあり、5分ほど歩いて県道69号線沿いに出るまでは元から商業施設がほとんどない。
主な商業施設
- ヤオコー嵐山バイパス店
- マツモトキヨシ・ダイソー・マックハウス・シュープラザ、パシオス 嵐山店

ヤオコー嵐山バイパス店とTSUTAYA～パシオス嵐山店までは特定の名称はついていないがオープン型ショッピングセンターの形態を成している。
- カインズ嵐山店・ベイシアフードセンター嵐山店、ケンタッキーフライドチキンカインズホーム嵐山店

こちらもオープン型ショッピングセンターの形態を成している。
- ベイシア電器 嵐山店
- ドラッグストアコスモス

### 金融機関
- 埼玉縣信用金庫嵐山支店
- 埼玉中央農業協同組合
  - 嵐山支店、菅谷支店

## 情報・生活

### ライフライン

#### 電信
- NTT東日本

市外局番
市外局番は町内全域が「0493」。同一市外局番の地域との通話は市内通話料金で利用可能（東松山MA）。収容局は嵐山局のみ。

## 教育

### 高等学校
私立
- 大妻嵐山高等学校

### 中学校
町立
- 嵐山町立菅谷中学校
- 嵐山町立玉ノ岡中学校

私立
- 大妻嵐山中学校

### 小学校
町立
- 嵐山町立菅谷小学校
- 嵐山町立七郷小学校
- 嵐山町立志賀小学校

## 交通

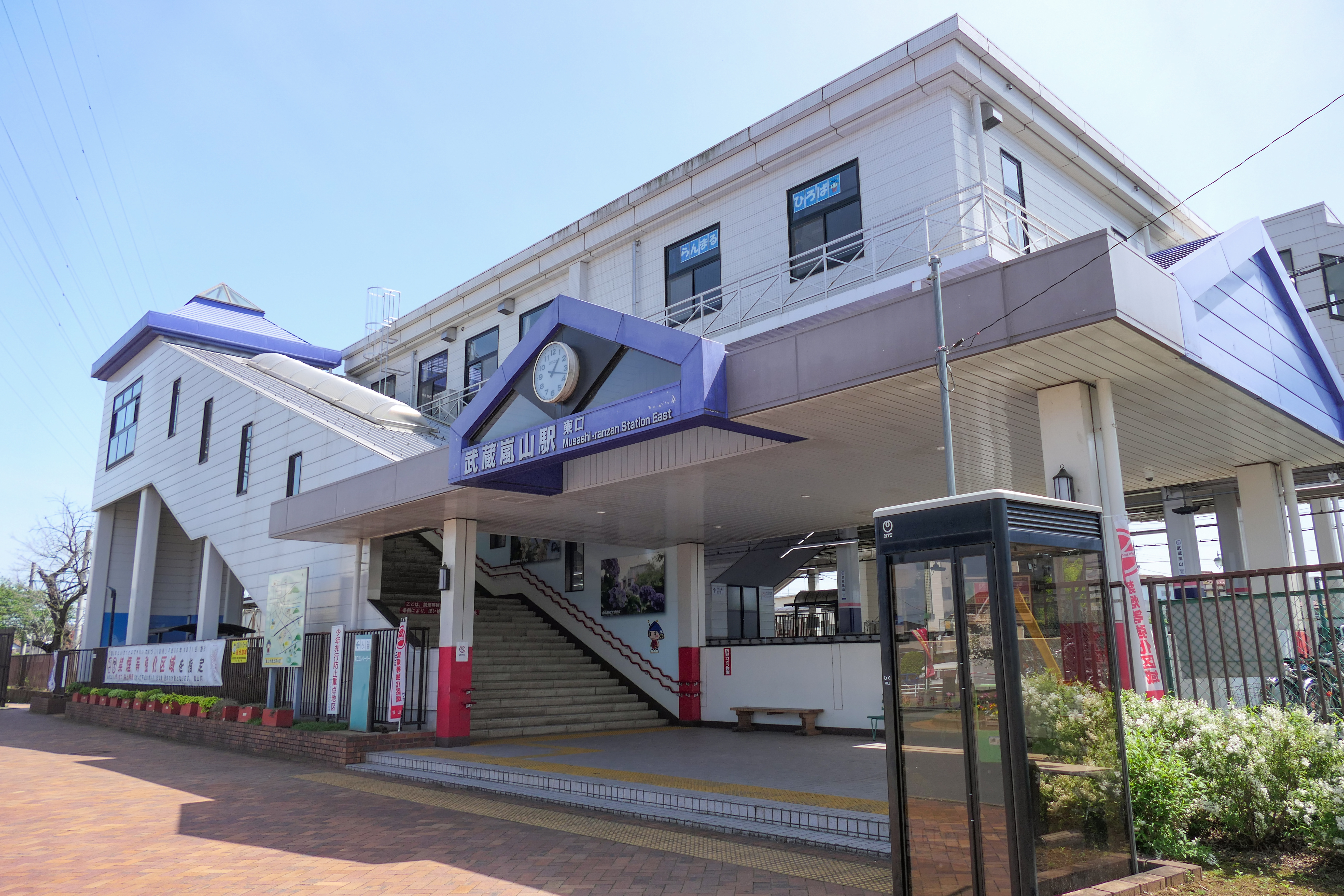
武蔵嵐山駅

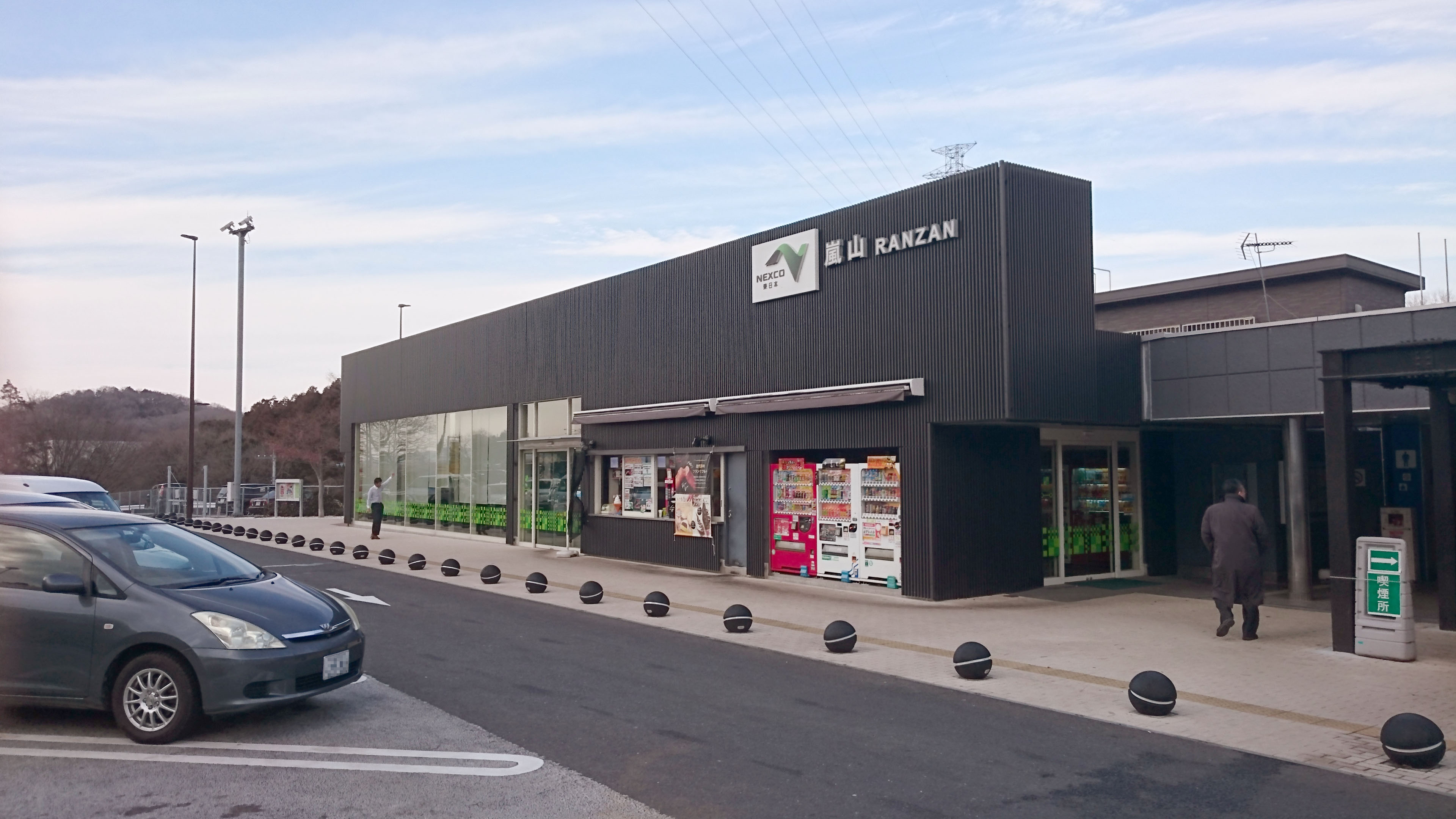
嵐山パーキングエリア

### 鉄道
中心となる駅：武蔵嵐山駅

#### 鉄道路線
東武鉄道
- 東武東上線：- 武蔵嵐山駅 -

### バス

#### 路線バス
- ときがわ町路線バス（イーグルバス）
  - と01 武蔵嵐山駅(西口) - 明覚駅 - せせらぎバスセンター線が、菅谷・女性会館前・大蔵などを経由。
  - と02 武蔵嵐山駅(西口) - 十王堂前 - せせらぎバスセンター線が、平沢西・千手堂・鎌形などを経由。
- 国際十王交通 KM14・KM15 熊谷駅（熊谷市）−小川町駅（小川町）線が、北部古里地区を通過（吉田入口・尾根入口・古里停留所）
- 嵐山町コミュニティバス - 廃止

### タクシー
タクシーの営業区域は県南西部交通圏で、川越市・所沢市・東松山市・飯能市・和光市などと同じエリアとなっている。

### 道路

#### 高速道路
東日本高速道路（NEXCO東日本）
- 関越自動車道：- 嵐山小川IC - 嵐山PA -

#### 国道
- 国道254号（嵐山バイパス）

#### 県道
主要地方道
- 埼玉県道11号熊谷小川秩父線
- 埼玉県道69号深谷嵐山線

一般県道
- 埼玉県道172号大野東松山線
- 埼玉県道173号ときがわ熊谷線
- 埼玉県道251号武蔵嵐山停車場線
- 埼玉県道296号菅谷寄居線

## 観光

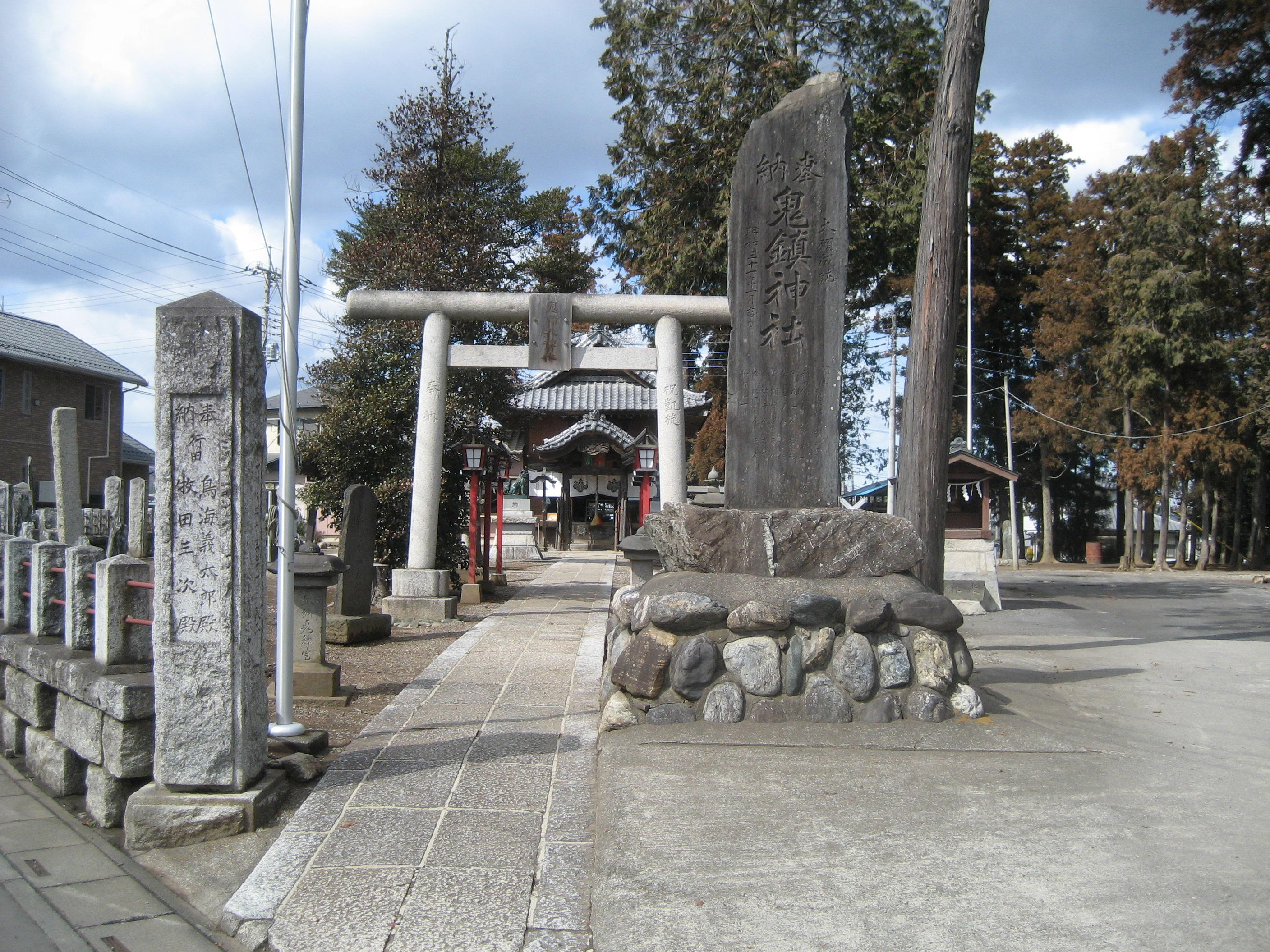
鬼鎮神社

### 名所・旧跡
城郭・屋敷
- 菅谷館（城）跡 - 国の史跡。鎌倉時代初期の武将畠山重忠の居館跡。
- 杉山城 - 国の史跡。中世の教科書的城郭と称され、縄張りの完成度から長い間後北条氏による築城とされてきたが、最近の発掘調査成果や古文書の研究から山内上杉氏の築城とされる。
- 大蔵館跡 - 埼玉県指定史跡。平安時代末期の武将源義賢の居館とされているが、発掘調査の結果南北朝時代の遺構であると判明。真の館の主は不明。（大蔵合戦)

神社
- 鎌形八幡宮 - 源義賢の息子源義仲生誕の地。
- 鬼鎮神社 - 日本で唯一の鬼を祀った神社。菅谷館の鬼門を封じるために創建されたとされる。

寺院
- 遠山寺
- 広正寺

遺跡
- 月輪古墳群
- 古里古墳群
- 稲荷塚古墳

街道
- 川越街道
  - 菅谷宿

史跡
- 日本赤十字社埼玉県支部旧社屋 - さいたま市浦和区から移築された。明治時代の埼玉県内の洋風建築の代表として知られている。

### 観光スポット
- 武蔵嵐山・嵐山渓谷 - 町名の由来。京都嵐山の風景に似ていたことから本多静六により命名された。
- おもちゃ図書館

## 文化・名物

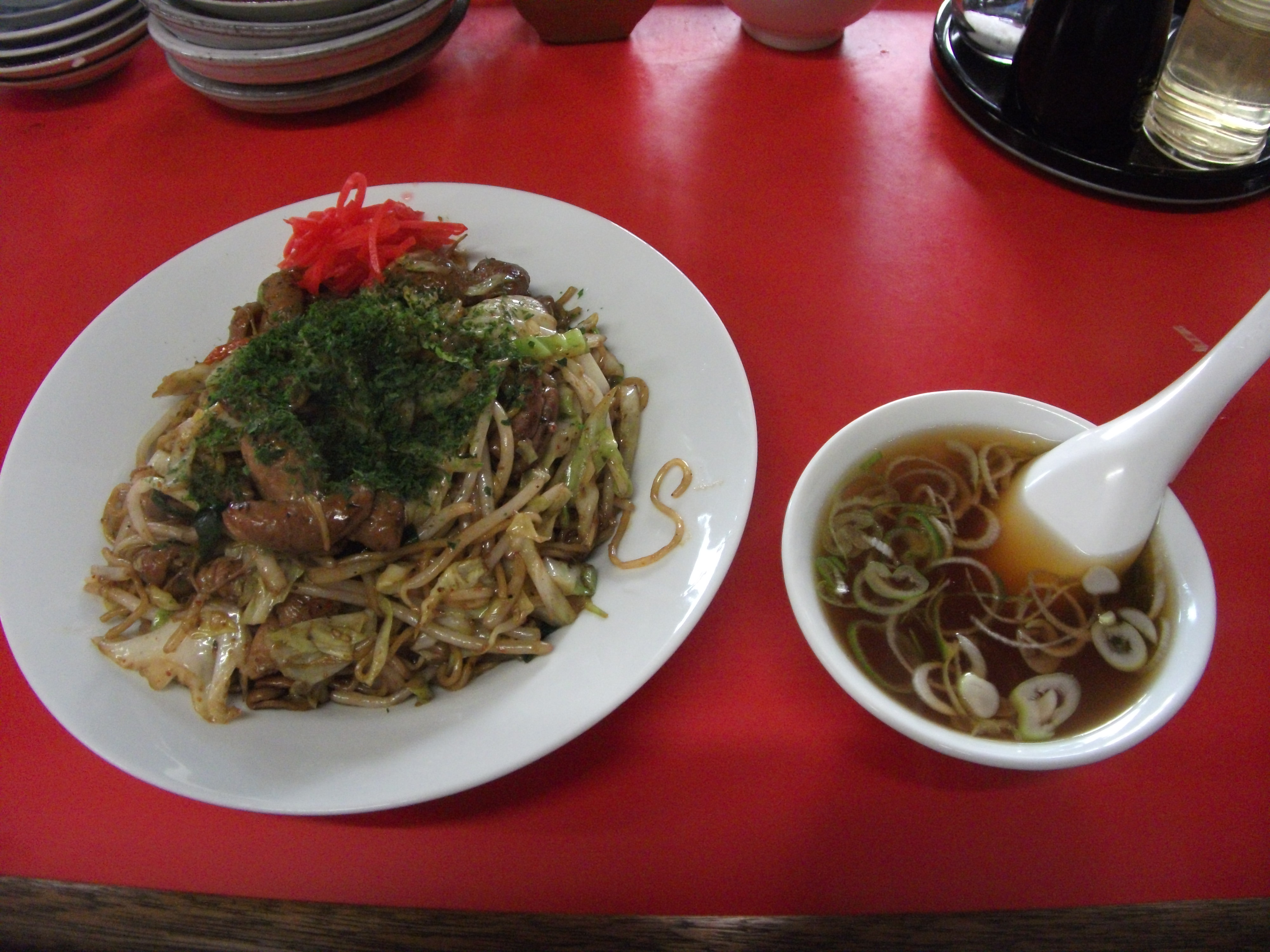
嵐山辛モツ焼そば（写真は、蒸し麺の代わりに中華麺を使用したもの）

### 名産・特産
- 嵐山辛モツ焼そば - 辛味をつけたもつを具にした焼きそば。

## 出身関連著名人

### 出身著名人
- 小池純輝（東京ヴェルディ）
- 大橋正芳（躰道選手）
- 米山裕太（男子バレーボール選手、東レアローズ静岡）
- 米山達也（男子バレーボール選手、元サントリーサンバーズ）
- 荻野目慶子（荻野目洋子の姉。小学校、中学校時代を過ごす）
- 荻野目洋子（荻野目慶子の妹。幼少、小学校時代を過ごす）
- 大田ななみ（女優）
- 杉田智和（声優）
- かぜ耕士（放送作家、ラジオパーソナリティ）

### 関連著名人
- 源義賢
- 源義仲（木曽義仲）
- 畠山重忠

### マスコット
- むさし嵐丸 - 町のマスコットキャラクター

## 作品
舞台となった作品

### 漫画
- こちら埼玉山の上大学ボクシング部（唯洋一郎、集英社）というギャグ漫画作品が当町を舞台としているが、作中では「らんざん」ではなく「あらしやま」と読んでいる。
- 美少女仮面ポワトリン第10話「エジソンバンドを探せ！」の撮影に当町が使われた。

### ドラマ
- 「恋空」の撮影に当町が使われた。
- 「相棒１１」の第９話・１０話で鎌形地内が撮影に使われた。
- らんざん慕情（三橋美智也）